# Приключение на Мариенштате
«Приключение на Мариенштате» (пол. Przygoda na Mariensztacie) — польский музыкальный фильм 1953 года, кинокомедия в жанре социалистического реализма.

## Сюжет
Ганка Ручаювна — солистка деревенского самодеятельного ансамбля песни и танца, приехала в город на выступления. Здесь она познакомилась с каменщиком Янеком, в которого тут же влюбилась, он ответил ей взаимностью. Вернувшись в деревню, она очень тоскует по любимому. Позже Ганка переезжает в город и устраивается на работу на стройку. Бригада женщин-каменщиц бросает вызов мужской бригаде каменщиков, в которой трудится Янек.

## В ролях
- Лидия Корсакувна — Ганка Ручаювна
- Тадеуш Шмидт — Янек Шарлиньский
- Клеменс Мельчарек — Вацлав Осица
- Адам Миколаевский — Леон Цепелевский
- Тадеуш Кондрат — Владислав Добжинец
- Барбара Рахвальская — Анеля Рембачёва
- Иоанна Вальтер — Зося Бонецкая
- Зофья Вильчиньская — Наталька
- Вацлав Ковальский — Стефан Ваховяк
- Леопольд Рене Новак — каменщик
- Халина Миколайская — каменщица
- Войцех Семион — Бронек, член ансамбля песни и пляски
- Тадеуш Янчар — член ансамбля песни и пляски
- Станислав Михальский — гармонист
- Эдвард Дзевоньский — гид экскурсии
- Антонина Гордон-Гурецкая — директор предприятия
- Феликс Жуковский — директор объединения
- Януш Зеевский — министр
- Юзеф Новак — референт
- Вацлав Янковский — варшавянин
- Станислав Волиньский — варшавянин